# ハマグリ大砲を作れ!
ハマグリ大砲を作れ！（はまぐりたいほうをつくれ！ Operation:C.A.N.N.O.N.）はカートゥーンネットワークで放映中の海外アニメKND ハチャメチャ大作戦のエピソードで、第2話Bパート。
米国では2002年12月6日に初出。日本初放送は2004年9月4日。
- 原作：Tom Warburton
- ストーリーボード：Bob Suarez

## あらすじ
ナンバー1が留守の間に、ツリーハウスが敵に攻撃されすぎることに痺れを切らしたナンバー4は、自分が臨時リーダーになって防衛のために「ハマグリ大砲」を作ると言い出す。乗り気ではなかった他のメンバーを無理矢理従わせて、リーダーの扮装に身を包んだナンバー4の暴走はさらに加速していく。

## 詳細
仲間たちに、単独任務に行ってくると告げるナンバー1。子供が食べたものを必ず吐き出してしまう恐ろしい装置を備えた拷問施設に潜入するのだと彼は言うが、本当は両親と「めちゃくちゃハッピーアイランド」という遊園地に遊びに行くのだ。
ナンバー1が出かけてしまうと、留守番中のメンバーはすっかり気がゆるんで昼寝を始める。しかしそこにスパンキュロット伯爵、お上品パトロールが次々と襲来してくる。運悪くナンバー1が防衛システムのスイッチを入れ忘れて行ったらしい。さらに宿敵・通りの向こうのおすましキッズまでがロボットに乗って攻め込んできた。その時はおすましキッズたちの「門限」に救われるが、ナンバー1が出かけて間もなく敵の攻撃を受け続けてしまっていることに、ナンバー4は危機感を覚える。
ナンバー1がいる時にはこんなに油断しないし、防衛システムも整えておくはずだといつになく張り切って主張するナンバー4。不意にナンバー5が冗談のつもりで呟いた言葉に反応し「ハマグリ大砲」を作ろうと提案する。しかし誰も相手にする者はおらず、ナンバー4は一人取り残されてしまう。
一方ナンバー1はめちゃくちゃハッピーアイランドで、着ぐるみを着た父親らしき人物（補足にて追記）と一緒に過ごしていた。「楽しいだろ、なぁ坊主。お父さんも楽しいぞ」と楽しそうに繰り返す父とは逆に、息子はげんなりしている。
誰にも相手にされなかったナンバー4だが、どうしてもハマグリ大砲作りを決行するつもりらしく、何とかして皆を協力させようとする。ナンバー4の考えでは、真のリーダーになるためにはハマグリ大砲が必要不可欠なのだ。夜中にメンバーのところを訪れたり、朝食のシリアルや牛乳を全てハマグリに入れ替えたりすることによって、彼はあまりのしつこさに音を上げた他のメンバーをついに従わせることに成功する。
ナンバー2、ナンバー3、ナンバー5の3人はぐったりとしながら作業を進めていく。しかしやる気がないためか釘の打ち方はでたらめで、形もいびつになっている。休憩無しで他のメンバーを働かせながら自分は横で騒いでいるだけのナンバー4は、ナンバー1と同じサングラスをかけてリーダーの気分にすっかり浸っている。
翌朝ハマグリ大砲が完成したことを喜ぶナンバー4。ナンバー1と同じ服にすっかり身を包んで自分が「永久チームリーダー」になることを宣言する。しかし夜通し働かされていた他のメンバーは既に疲れきってぐったりしていた。そこに再びおすましキッズのロボットが襲ってくる。すぐに戦闘配置につけと命令するナンバー4だったが、他のメンバーは疲れて動くことが出来ない。逆に全員捕らえられて、自分たちの製作したハマグリ大砲の砲身に詰め込まれてしまう。しかし設計のずさんさが幸いしてハマグリ大砲は暴走。逆におすましキッズたちを吹き飛ばした。
そこにナンバー1が帰ってきてハマグリ大砲があることに驚き、メンバーたちの頑張りをねぎらう。リーダーの帰還に喜んで活力が戻るナンバー2とナンバー3とナンバー5の3人。ナンバー1が言うには、今のままでは設計がでたらめだが徹夜で改良すれば完璧な大砲が出来上がるらしい。ナンバー4だけが少しくらい休ませてくれとぐったりしているのを除いて、KNDたちはやる気を取り戻すのであった。

## 主な登場人物
- ナンバー1
- ナンバー2
- ナンバー3
- ナンバー4
- ナンバー5
- 通りの向こうのおすましキッズ
- スパンキュロット伯爵
- お上品パトロール

## 補足
ナンバー4中心のエピソード。リーダーというもののあり方を説いている。ナンバー4はナンバー1に扮する為、服や、サングラススキンヘッドのカツラを着用していた。
なおナンバー1の父親らしい遊園地の着ぐるみを着ており顔を出して、「楽しいだろ、な、ぼうず。お父さんも楽しいぞ」と延々喋る人物が登場するが、これは日本語版に訳されるにあたっての誤訳。本当はこの人物は彼の父親ではなく、英語版には「お父さん」という言葉は出てこない。本当のナンバー1の父親はシーズン2の取られたパパを奪還せよ!で初めて登場する。結局、この人物とナンバー1の関係は不明。